# Контузия
Конту́зия (лат. contusio «ушиб») — общее поражение организма, возникающее при внезапном непрямом воздействии на всё тело или на его обширные участки. Чаще всего возникает от взрывной воздушной волны.
Характерным признаком контузии является потеря сознания (вплоть до комы). В лёгких случаях сознание утрачивается на несколько минут, в тяжёлых — на несколько дней и даже месяцев. Последствия контузии разнообразны — от временной утраты слуха, зрения, речи (с последующим частичным или полным их восстановлением) до тяжёлых нарушений психической деятельности.
После возвращения сознания отмечаются сильные головные боли, тошнота и рвота (независимо от приёма пищи), головокружения, особенно при поворотах головы, амнезия, нарушения слуха и речи. Наиболее резкие нарушения слуха, вплоть до его потери, возможны при баротравме. Длительно остающаяся быстрая утомляемость, плохое самочувствие, повышенная чувствительность являются последствиями тяжёлой контузии.

## Патогенез

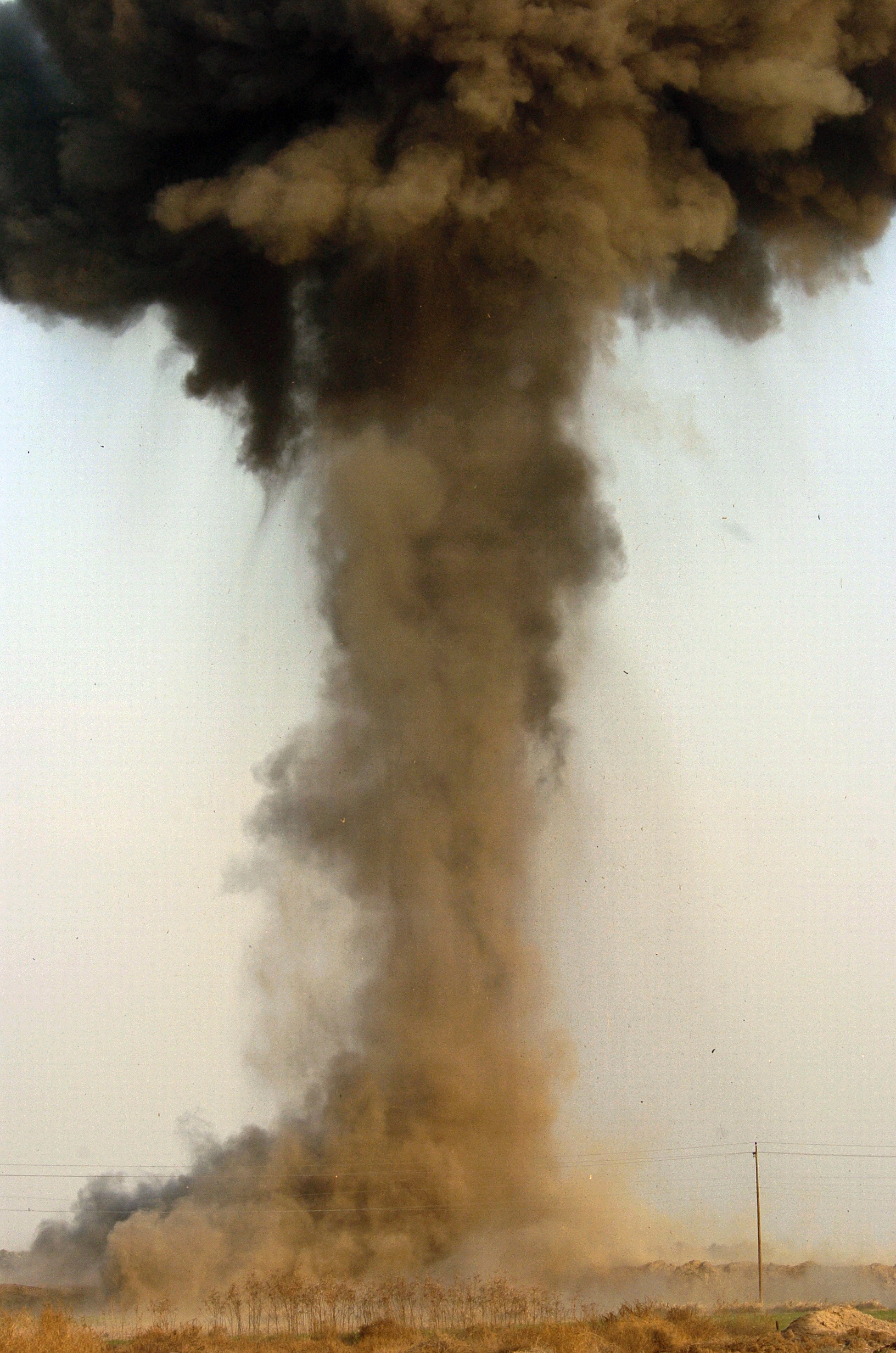
Взрыв

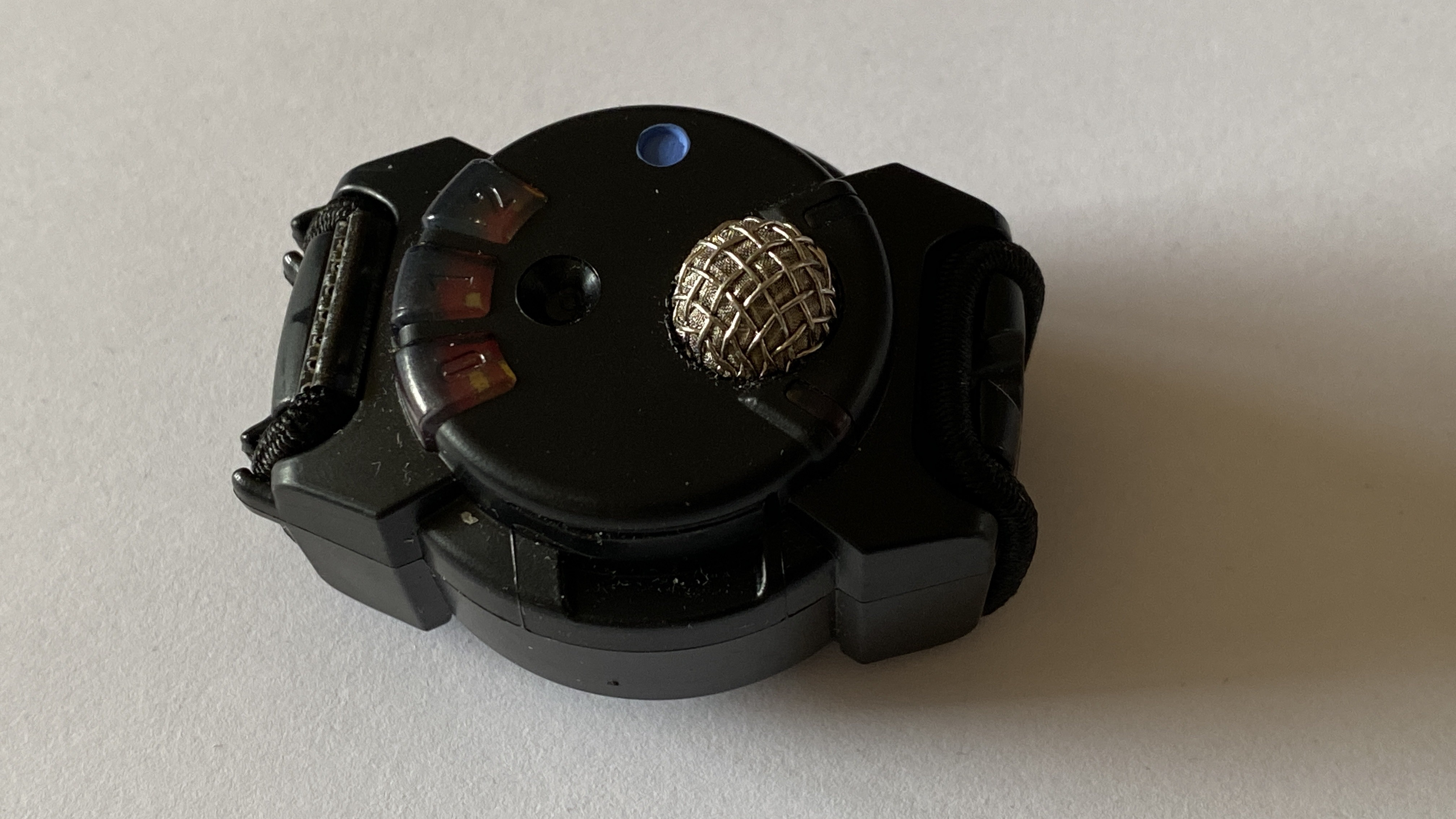
Сенсор Blast Gauge от Blackbox Biometrics (США)

Согласно определению ГОСТ Р 22.0.08-96 «Безопасность в чрезвычайных ситуациях. Техногенные чрезвычайные ситуации. Взрывы. Термины и определения», взрыв представляет собой «процесс выделения энергии за короткий промежуток времени, связанный с мгновенным физико-химическим изменением состояния вещества, приводящим к возникновению скачка давления или ударной волны, сопровождающийся образованием сжатых газов или паров». Сразу за взрывом возникает взрывная волна. Взрывные газы вытесняют окружающий воздух в стороны, что приводит к его сжатию. Передняя граница зоны сжатия называется фронтом взрывной волны. Организм человека в непосредственной близости от места взрыва сначала попадает в область сжатого воздуха, а затем в зону разрежения, в которой давление ниже атмосферного. На фронте взрывной волны происходит скачкообразное изменение давления, температуры и плотности среды. Движется взрывная волна со сверхзвуковой скоростью. По мере удаления от центра взрыва она затухает и превращается в звуковую волну.
Характеристики и воздействие взрывной волны определяются величиной передаваемой окружающей среде энергии, а не природой взрыва. Образно, ударная волна действует на поражаемую цель не как гигантский пресс, а как внезапный удар «дубины» или «исполинской ладони». Все повреждения, которые возникают вследствие взрыва, делят на первичные, вторичные и третичные. Контузия является первичным взрывным повреждением. Первичные повреждения возникают вследствие непосредственного действия взрывной волны, вторичные обусловлены ранящими осколками снарядов и другими предметами, приведёнными в движение вследствие взрыва. Третичные повреждения вызваны т. н. «метательным эффектом» или отбрасыванием пострадавшего взрывной воздушной волной.
Характерные повреждения организма человека взрывной волной включают разрывы барабанных перепонок с последующим снижением слуха и вестибулярными расстройствами. Повреждение органов грудной клетки возникает за счёт их сдавления между позвоночным столбом, движущейся внутрь грудной клеткой и поднимающейся диафрагмой вследствие таранного действия органов брюшной полости, на которые воздействовала ударная волна.
Доказано наличие кумулятивного эффекта при многократном воздействии ударных волн, который в долгосрочной перспективе приводит к нейродегенерации, повреждениям головного мозга, горла, гортани, трахеи и глаз. Согласно статистике, в среднем за время учений солдаты в пешем порядке подвергаются воздействию взрывных эффектов до 5 раз на день, а артиллерийские и миномётные расчёты — от 30 до 300 раз за день.
По этой причине необходимо регистрировать все случаи воздействия эффектов взрывов на военнослужащих. С этой целью, например, фирма Blackbox Biometrics (США) предлагает специальные индивидуальные датчики, фиксирующие моменты воздействий и их параметры (избыточное давление, его градиент, время действия перегрузки и т. д.). В дальнейшем по всем этим данным осуществляется централизованный учёт.

## Контузия головного мозга
Наиболее тяжело протекает контузия головного мозга, для которой характерно развитие как общих нарушений (потеря сознания, нарушение дыхания, кровообращения и другие), так и связанных с локализацией очага поражения мозговой ткани.
При расположении контузионного очага в области передней и задней центральных извилин левого полушария головного мозга возникают расстройства, параличи и нарушения чувствительности (соответственно). При ушибе левой лобной или височной долей возможно нарушение речи и прочее. Контузия головного мозга может сопровождаться кровоизлиянием и сдавлением ткани мозга излившейся из мозговых сосудов кровью. Последствием контузии головного мозга в позднем периоде могут быть эпилептиформные припадки.
Симптомы контузии напоминают в основном симптомы при сотрясении и ушибе мозга. При этом виде поражения часто наблюдаются кровотечения из ушей и носа, отмечается глухонемота. Обычно это расстройство обратимо, но время обратимости бывает различным.
При воздушной контузии, так же как и при сотрясении головного мозга, часто возникают острые или затяжные психические расстройства, головокружения, головные боли, раздражительность, несдержанность. Иногда на долгое время остаются вегетативные расстройства: повышенная потливость, сердцебиение, сонливость, синюшность кистей рук, приливы к голове и так далее.

## Контузия глаз
Контузии глазного яблока принято разделять на прямые (удар по глазному яблоку крупным предметом, например кулаком, мячом или щепкой при колке дров) и непрямые (например, сотрясение туловища при падении).
В зависимости от силы и направления прямого удара, а также массы и скорости травмирующего объекта развиваются изменения от небольшого кровоизлияния в толщу век до тяжелейших повреждений, вплоть до разрыва и даже разрушения глазного яблока.
Сильный прямой удар по области глаза приводит к кратковременному смещению всех структур назад. Но поскольку глазное яблоко — замкнутая структура, заполненная несжимаемым жидким содержимым, данное смещение неминуемо вызывает столь же резкое растяжение фиброзной капсулы глаза вширь.
Даже незначительные механические воздействия на глаз воздушными ударными волнами имеют кумулятивный эффект, который со временем приводит к повреждениям сетчатки и оптического нерва.

## Лечение
Пострадавшие нуждаются в срочной госпитализации, экстренной медицинской помощи и полном покое. В дальнейшем при стойких нарушениях движений (парезы, параличи) проводится лечебная физкультура, при нарушении речи — логопедические занятия и другие специальные лечебные мероприятия.
В остром периоде после травм и контузий головного мозга пострадавшим показан холод на голову, полный покой. Больного необходимо уложить на бок (при рвоте рвотные массы могут попасть в дыхательные пути). При открытой травме черепа на первом плане стои́т остановка кровотечения, как внутреннего, так и наружного.
После травм и контузий больному нежелательно работать в шумных и тесных помещениях, ему противопоказана жара.